# Chapelle de la Charité d'Algésiras
Pour les articles homonymes, voir Chapelle de la Charité.
La Chapelle de la Charité (en espagnol : Capilla de la Caridad) est une chapelle catholique située dans la ville andalouse d'Algésiras, en Espagne.

## Histoire
La Chapelle de la Charité a été construite en 1768 sur la Plaza Juan de Lima, rattachée à l'ancien Hôpital de la Charité. Elle possède une nef unique et une façade avec une porte principale flanquée de pilastres doriques. Une plaque sur la porte rappelle qu'elle a été construite par souscription publique. Au XVIIIe siècle, la chapelle était dédiée à la Virgen del Carmen, patronne des marins, en raison de la proximité du port à l'époque. 